# Stade du 28 Septembre
Das Stade du 28 Septembre ist ein Fußballstadion mit Leichtathletikanlage in der guineischen Hauptstadt Conakry. Die derzeit überwiegend für Fußballspiele genutzte Arena bietet 25.000 Zuschauern Platz.
In der Hoffnung, die Fußball-Afrikameisterschaft 2016 austragen zu können, wurde beabsichtigt, die Sportstätte auf bis zu 80.000 Zuschauerplätze zu erweitern; dann sollte es ausschließlich Sitzplätze geben. Die Meisterschaften wurden aber – nun für 2015 – an Marokko vergeben. Zwischenzeitlich wurde in Nongo bei Conakry ein neues Stadion gebaut, das zuweilen auch für Spiele der Fußballnationalmannschaft genutzt wird; dort finden etwa 50.000 Besucher Platz.

## Name
Die Anlage wurde in Erinnerung an das Referendum über die Verfassung der Fünften Französischen Republik am 28. September 1958 benannt. In Guinea wurde bei dem Referendum mit großer Mehrheit mit „Nein“ abgestimmt. Das führte schließlich zur Unabhängigkeit Guineas von Frankreich am 2. Oktober 1958.

## Massaker vom 28. September 2009
Am 28. September 2009 versammelten sich Anhänger der politischen Opposition im Stadion, um gegen die autoritäre Politik von Präsident Moussa Dadis Camara zu demonstrieren und dessen Rücktritt zu fordern. Sicherheitskräfte schossen dabei in die Menge; 157 Personen wurden getötet, 1.200 verletzt. Die guineische Regierung erklärte, 56 seien durch die Schüsse getötet worden, die anderen Personen seien zu Tode getrampelt worden.